# Pazúzu

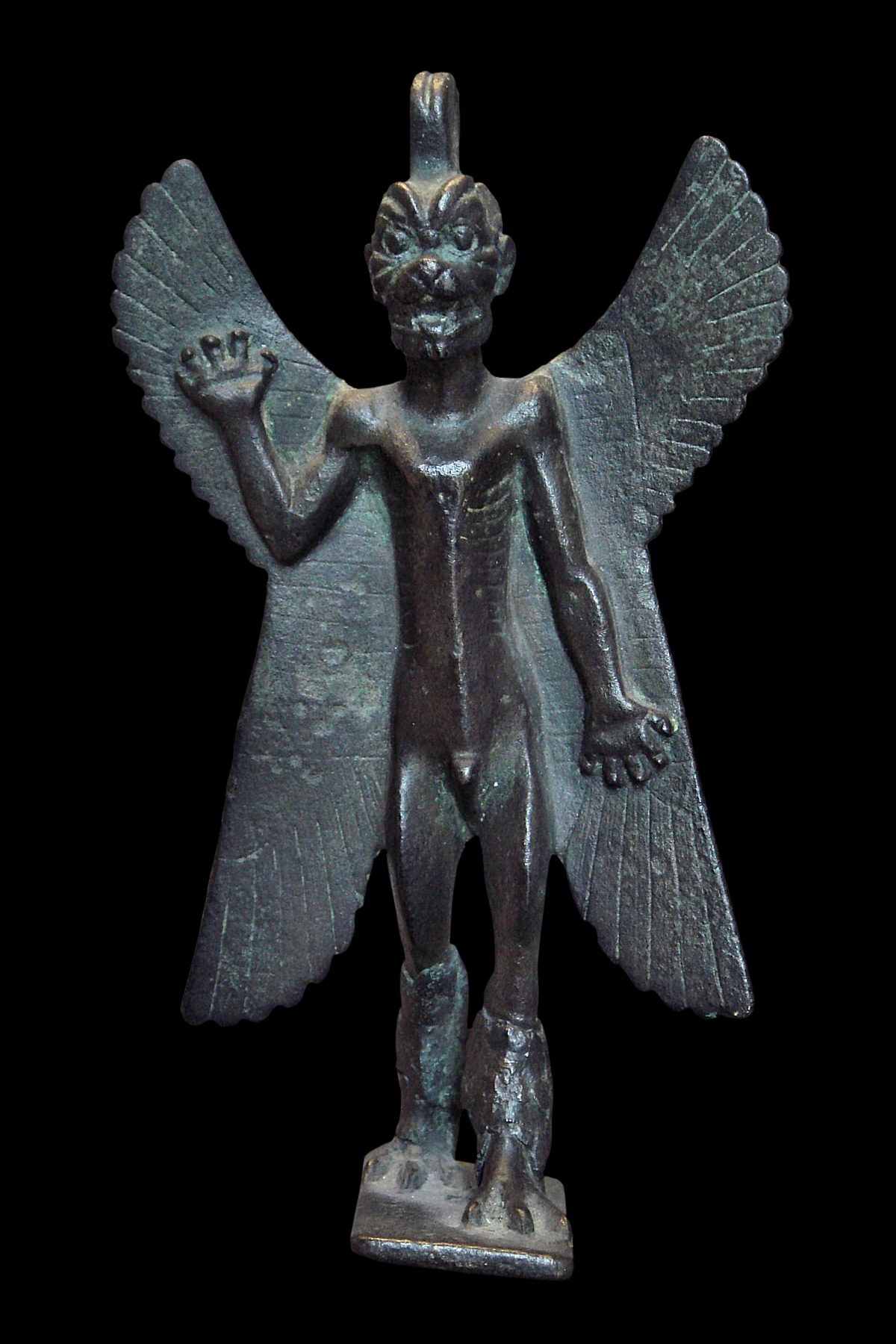
Pazúzu, soška z 1. tisíciletí př. n. l., Louvre, Paříž

Pazúzu je v sumersko-akkadské mytologii zlý démon mužského pohlaví. Někdy bývá mylně ztotožňován s Asmodeem.
Pazúzu má pitvorný obličej s vypoulenýma očima a dlouhými rohy, z jeho šupinatého těla vyrůstají čtyři křídla. Chodí nahý se ztopořeným penisem, na jehož konci je hadí hlava. Je nositelem zlých sil, zároveň však působí jako ochránce proti démonu kojenecké úmrtnosti Lamaštu. Jeho amulety si zavěšovaly těhotné ženy kolem krku. Byl považován za syna Chanbua (krále démonů zlých větrů).
Pro svůj zvláštní vzhled se občas objevuje v určitých typech počítačových her a filmů. Nejslavnějším z nich je bezesporu "Vymítač ďábla" (1973).